# Victor Rask
Victor Emanuel Martin Rask, född 1 mars 1993, är en svensk professionell ishockeyspelare som spelar för Seattle Kraken i NHL.
Han har tidigare spelat på NHL-nivå för Minnesota Wild och Carolina Hurricanes och på lägre nivåer för Iowa Wild och Charlotte Checkers i AHL, Leksands IF i HockeyAllsvenskan och Calgary Hitmen i WHL.

## Spelarkarriär

### NHL

#### Carolina Hurricanes
Rask draftades i andra rundan i 2011 års draft av Carolina Hurricanes som 42:a spelaren totalt.
Han skrev på ett treårigt entry level-kontrakt med klubben den 20 oktober 2011 och debuterade i NHL säsongen 2014–15, som gjorde att hans entry level-kontrakt aktiverades.
Den 12 juli 2016 skrev han på en kontraktsförlängning på sex år med klubben, till ett värde av 24 miljoner dollar.
Under delar av fem säsonger med Hurricanes gjorde han 163 poäng på 339 matcher. Laget nådde aldrig slutspel under Rasks tid i klubben.

#### Minnesota Wild
Den 17 januari 2019 trejdades Rask till Minnesota Wild i utbyte mot Nino Niederreiter.

### Internationellt
Rask representerar Sverige i internationellt spel och vann Junior-VM 2012 när Sverige vann finalen mot Ryssland med 1-0. Året därefter blev han uttagen för spel i Junior-VM 2013, då Sverige förlorade finalmatchen mot USA.
På senior-nivå vann Rask VM-guld 2017 när Tre Kronor besegrade Kanada på straffar. Rask blev också uttagen för att representera Sverige i VM 2015, då Sverige kom på femte plats efter att ha förlorat mot Ryssland i kvartsfinalen.

## Privatliv
Victor Rask är bror till Fanny Rask.

## Statistik
| 2009–2010                | Leksands IF              | HockeyAllsvenskan        | 8   | 0  | 0   | 0   | 0  | —  | — | —  | —  | —  |
| 2010–2011                | Leksands IF              | HockeyAllsvenskan        | 37  | 5  | 6   | 11  | 8  | —  | — | —  | —  | —  |
| 2011–2012                | Calgary Hitmen           | WHL                      | 64  | 33 | 30  | 63  | 21 | —  | — | —  | —  | —  |
| 2012–2013                | Charlotte Checkers       | AHL                      | 10  | 1  | 4   | 5   | 0  | —  | — | —  | —  | —  |
|                          | Calgary Hitmen           | WHL                      | 37  | 14 | 27  | 41  | 16 | 17 | 6 | 10 | 16 | 10 |
| 2013–2014                | Charlotte Checkers       | AHL                      | 76  | 16 | 23  | 39  | 20 | —  | — | —  | —  | —  |
| 2014–2015                | Carolina Hurricanes      | NHL                      | 80  | 11 | 23  | 33  | 16 | —  | — | —  | —  | —  |
| 2015–2016                | Carolina Hurricanes      | NHL                      | 80  | 21 | 27  | 48  | 24 | —  | — | —  | —  | —  |
| 2016–2017                | Carolina Hurricanes      | NHL                      | 82  | 16 | 29  | 45  | 16 | —  | — | —  | —  | —  |
| 2017–2018                | Carolina Hurricanes      | NHL                      | 71  | 14 | 17  | 31  | 12 | —  | — | —  | —  | —  |
| 2018–2019                | Carolina Hurricanes      | NHL                      | 26  | 1  | 5   | 6   | 4  | —  | — | —  | —  | —  |
| 2018–2019                | Minnesota Wild           | NHL                      | 23  | 2  | 1   | 3   | 4  | —  | — | —  | —  | —  |
| 2019–2020                | Minnesota Wild           | NHL                      | 43  | 5  | 8   | 13  | 6  | —  | — | —  | —  | —  |
| NHL totalt               | NHL totalt               | NHL totalt               | 405 | 70 | 109 | 179 | 82 | —  | — | —  | —  | —  |
| AHL totalt               | AHL totalt               | AHL totalt               | 86  | 17 | 27  | 44  | 20 | —  | — | —  | —  | —  |
| HockeyAllsvenskan totalt | HockeyAllsvenskan totalt | HockeyAllsvenskan totalt | 45  | 5  | 6   | 11  | 8  | —  | — | —  | —  | —  |
| WHL totalt               | WHL totalt               | WHL totalt               | 101 | 47 | 57  | 104 | 37 | 17 | 6 | 10 | 16 | 10 |